# Нигоян, Ара Жораевич
Ара Жораевич Нигоян (арм. Արա Ժորայի Նիգոյան; 27 октября 1968) — советский и армянский футболист, полузащитник.
В 1985—1986 годах выступал во второй лиге СССР за «Спартак» Октембрян — 43 игры, семь голов. В чемпионате Армении играл в составе клубов «Бананц» (1992—1994), «Арарат» Ереван (1995—1996, 1997, 2000—2001), «Ереван» (1998—1999). Сезон 1996/97 провёл в иранском «Арарате» Тегеран. Профессиональную карьеру завершил в клубах первой лиги Армении «Армавир» (2002) и «Локомотив» (Ереван).
В составе юношеской сборной СССР выиграл турнир УЕФА 1985 (до 16 лет). За сборную Армении сыграл три матча. 14 октября 1992 года вышел на замену на 62-й минуте в первом в истории сборной матче против Молдавии (0:0). 7 июня 1995 провёл первые 69 минут в отборочном матче к чемпионату Европы 1996 против Испании (0:1). 18 августа 1998 в товарищеском матче с Ливаном был удалён на 34-й минуте.
Работал тренером в «Киликии» Ереван (2004), «Импульсе» Дилижан (до 2013), В 2013 стал тренером клуба «Мика», в сентябре 2013 — июне 2014 — главный тренер «Мики-2». В апреле 2017 вошёл в тренерский штаб «Бананца», в октябре 2017 стал главным тренером «Бананца-2». Отработав с командой один сезон, ушёл из клуба и был помощником Абраама Хашманяна в ереванском «Арарате», «Алашкерте» и сборной Армении.
19 мая 2020 года возглавил клуб первой лиги «Арагац», но, проведя с командой лишь один матч, 1 июня 2020 года стал помощником Армена Санамяна, исполнявшего обязанности главного тренера ванадзорского «Лори», но уже в начале августа перебрался с ним в «Севан».